# Professionel bla bla
Professionel Bla Bla er MC Clemens' tredje album fra 2001.

## Trackliste
1. . "Bucka Bucka"
2. . "Professionel Bla Bla"
3. . "Nyd Livet" (Feat. Andy Roda)
4. . "Interlude 1"
5. . "Rock Den Club" (Feat. Jokeren)
6. . "Mer & Mer" (Feat. Anne Rani)
7. . "Aberøvfest"
8. . "Interlude 2"
9. . "Party På Mars" (Feat. Eye n' I)
10. . "Interlude 3"
11. . "En Gång Till" (Feat. Petter)
12. . "Interlude 4"
13. . "Le Lp-Op Show" (Feat. Tjes Boogie)
14. . "Skandinæsvis" (Feat. Opaque)
15. . "Phunkin Ligeglad"
16. . "Fyr Den A-Z"
17. . "Gangstastilo"